# Giuseppe Martinelli
Giuseppe Martinelli (Rovato, Llombardia, 11 de març de 1955) és un ciclista italià que fou professional entre 1977 i 1985.
Com a ciclista amateur va prendre part en els Jocs Olímpics de Mont-real de 1976, en què guanyà la medalla de plata en la prova en línia, per darrere del suec Bernt Johansson.
Com a professional destaquen les seves tres victòries d'etapa al Giro d'Itàlia i una a la Volta a Espanya.
Una vegada retirat passà a exercir tasques de director esportiu de diferents equips ciclistes: Carrera (1988-1996), Mercatone Uno (1997-2001), Saeco (2002-2004), Lampre (2005-2007) o Amica Chips-Knauf (2009). El 2010 es convertí en director esportiu de l'equip Astana Qazaqstan Team.

## Palmarès
- 1974
  - 1r a la Freccia dei Vini
- 1975
  - 1r al Trofeu Gianfranco Bianchin
- 1976
  -  Medalla de plata en la prova en línia dels Jocs Olímpics
  - 1r a la Coppa Cicogna
  - Vencedor de 3 etapes del Gran Premi Guillem Tell
- 1977
  - Vencedor d'una etapa del Giro a Sicília
- 1978
  - Vencedor d'una etapa del Giro d'Itàlia
- 1979
  - 1r al Gran Premi Cecina
  - Vencedor d'una etapa del Giro d'Itàlia
- 1980
  - Vencedor d'una etapa de la Volta a Espanya
  - Vencedor d'una etapa del Giro d'Itàlia
- 1981
  - 1r a la Milà-Torí

### Resultats a la Volta a Espanya
- 1980. Fora de control (15a etapa). Vencedor d'una etapa
- 1983. Abandona (6a etapa)
- 1984. 67è de la classificació general

### Resultats al Giro d'Itàlia
- 1977. 107è de la classificació general
- 1978. 31è de la classificació general. Vencedor d'una etapa
- 1979. 87è de la classificació general. Vencedor d'una etapa
- 1980. 77è de la classificació general. Vencedor d'una etapa
- 1981. 86è de la classificació general
- 1982. Abandona
- 1984. 107è de la classificació general